# La Montaña de Luz
La Montaña de Luz (italiano: La Montagna di Luce) es una novela de aventuras del escritor italiano Emilio Salgari. Fue publicada en 1902.

## Trama
India, 1843. Indri Sagar, consejero del maharajá de Baroda, cae en desgracia a causa de unas intrigas palaciegas, movidas por el ministro Parvati. Para poderse rehabilitar, Indri tendrá que robar al rajá de Panna la fabulosa Montaña de Luz, un enorme diamante de inmenso valor que despierta admiración y codicia en toda India. En esa arriesgada empresa pide ayuda a su viejo amigo, el inglés Toby Randall, el más famoso y respetado cazador de tigres de la India septentrional.